# Людмила Подяворинска
Людмила Подяворинска (на словашки: Ľudmila Podjavorinská, родена Ризнерова; 1872 – 1951 г.) е чехословашка писателка. Използва псевдонимите M. Ружодолски, Милко Ружодолски, Нехтик (Невен), Невядза (Метличина), Подяворински, Сойка, Леля Людмила.

## Биография
Родена е в градчето Бзинце под Явориноу, близо до град Яворин, Словакия, Австро-Унгария на 26 април 1872 г. Семейството ѝ се премества в град Нове Место над Вахом през 1910 г.
Учи в родния си град. Първите ѝ опити в писателското поприще са подкрепени от чичо ѝ Людовит Ризнер и местния пастор и писател Ян Православ Лешка. По-късно за известно време работи като сътрудник на Червения кръст, помага на баща си в училище, но по-голямата част от живота си преживява с малки доходи от литературна дейност.
Първото си произведение публикува в будапещенския вестник „Словенске новини“ и в списанието „Власт Свет“ през 1887 – 1888 г. В Словакия творбите ѝ се появяват във вестниците „Народние новини“ и „Словенске Похлади“ през 1892 г. Първоначално пише поезия, след което решава да се посвети на прозата. Остава известна като основател на съвременната словашка литература за деца. Някои от творбите ѝ са преведени на чужди езици.
Умира в град Нове Место над Вахом, Р. Словакия, Чехословакия на 2 март 1951 г.

## Признание
Людмила Подяворинска е първата писателка, наградена със званието Народен писател на ЧССР. В родината ѝ е открита къща музей; на нейно име е кръстен астероид номер 42849. През 1972 г. е издадена пощенска марка на Чехословакия, посветена на писателката.